# Ignacy Cieszkowski
Ignacy Cieszkowski herbu Dołęga (ur. 1704. zm. 9 września 1787) – kasztelan liwski, marszałek ziemi liwskiej w konfederacji dzikowskiej w 1734 roku, porucznik 4. Brygady Kawalerii Narodowej w latach 1780–1784.
Elektor Stanisława Augusta Poniatowskiego z ziemi liwskiej w 1764 roku.
W 1774 roku został kawalerem Orderu Świętego Stanisława.